# Bürgerbegehren und Bürgerentscheid in Berlin
Bürgerbegehren und Bürgerentscheide in Berlin sind Teil der direkten Demokratie des Bundeslandes. Mit ihnen können Bürger in den Berliner Bezirken politische Sachfragen unmittelbar in die Bezirksverordnetenversammlung (BVV) einbringen und direkt abstimmen. Mit einem Einwohnerantrag kann ein Anliegen zur zwingenden Beratung und Behandlung eingebracht werden. In der Einheitsgemeinde Berlin entsprechen die Bezirke den Kommunen in anderen Bundesländern.

## Gesetzliche Bedingungen
Die direkte Demokratie in den Berliner Bezirken ist in den §§ 44–47 des Bezirksverwaltungsgesetzes geregelt. Die gültigen Durchführungsbestimmungen sind darüber hinaus in mehreren Landesverordnungen (Abstimmungsordnung, Landeswahlordnung und Verordnung zur Geltung des Landeswahlrechts bei Bürgerentscheiden) geregelt. Die für die direkte Demokratie in den Bezirken zuletzt relevante Änderung des Bezirksverwaltungsgesetzes wurde am 17. Februar 2011 vom Abgeordnetenhaus beschlossen.

## Instrumente der direkten Demokratie auf Bezirksebene

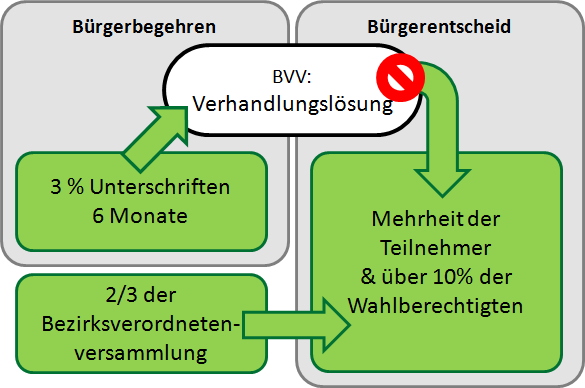
Aufbau der zweistufigen direkten Demokratie auf Bezirksebene in Berlin

Auf der bezirklichen Ebene stehen den Bürgern drei Instrumente zur Verfügung, mit denen sie unmittelbar auf die Verwaltung Einfluss nehmen können:
- Einwohnerantrag
- Bürgerbegehren
- Bürgerentscheid

Wie in allen deutschen Bundesländern bauen Bürgerbegehren und Bürgerentscheid im Rahmen eines zweistufigen Verfahrens aufeinander auf. Der Handlungsspielraum dieser Instrumente in Berlin orientiert sich dabei an den Entscheidungskompetenzen der Bezirksverordnetenversammlung (BVV). Der Einwohnerantrag stellt dagegen weit niedrigere Verfahrensanforderungen und kann als eine Art Volksinitiative auf bezirklicher Ebene gesehen werden.

### Einwohnerantrag
Mit einem Einwohnerantrag kann ein bestimmtes Anliegen der jeweiligen BVV zur Behandlung vorgelegt werden. Für einen erfolgreichen Einwohnerantrag muss dieser von mindestens 1000 Einwohnern eines Bezirks (bis Februar 2011 von einem Prozent der Einwohner) unterschrieben werden. Unterschriftsberechtigt sind dabei alle Einwohner des Bezirks, die das 16. Lebensjahr vollendet haben. Eine besondere Frist für die Sammlung der notwendigen Zahl an Unterschriften besteht nicht.
Vor Beginn der Unterschriftensammlung muss das Anliegen vom Bezirksamt geprüft werden, ob es den formalen Kriterien entspricht. Nach der Einreichung der Unterschriften werden diese von den Bürgerämtern mit den Meldelisten abgeglichen.
Liegt nach erfolgter Prüfung die notwendige Zahl an Unterschriften vor, muss die BVV in einer Frist von maximal zwei Monaten den Einwohnerantrag behandeln und abstimmen. Die Kontaktpersonen des Einwohnerantrages haben hierbei ein Recht auf Anhörung. Nach erfolgter Behandlung in der BVV ist das Verfahren abgeschlossen.

### Bürgerbegehren
Mit einem Bürgerbegehren kann ein Anliegen, das im Verantwortungsbereich des Bezirks liegt, zu einem Bürgerentscheid gebracht werden. Für ein erfolgreiches Bürgerbegehren müssen drei Prozent der bei der Bezirksverordnetenwahl festgestellten Wahlberechtigten dieses innerhalb von sechs Monaten unterschreiben. Unterschriftsberechtigt sind alle Einwohner, die das 16. Lebensjahr vollendet haben, die Staatsbürgerschaft eines EU-Mitgliedsstaates besitzen und ihren Erstwohnsitz seit mindestens drei Monaten vor Unterschriftsleistung im Bezirk haben.
Vor dem Start eines Bürgerbegehrens muss dieses zunächst beim zuständigen Bezirksamt beantragt und dort innerhalb eines Monats auf seine formale und materielle Zulässigkeit geprüft werden. Nach Übergabe der Unterschriften werden diese mit den Meldelisten abgeglichen und das Bezirksamt muss innerhalb eines Monats über das Zustandekommen des Bürgerbegehrens entscheiden. Fällt die Entscheidung hierüber negativ aus, können die Initiatoren hiergegen klagen.
Ein erfolgreiches Bürgerbegehren muss nicht zwingend in der BVV behandelt werden, allerdings entfaltet es eine Sperrwirkung, indem es den Organen des Bezirks untersagt ist, eine dem Anliegen des Bürgerbegehrens entgegenstehende Entscheidung zu treffen oder mit deren Vollzug zu beginnen.
Ein Bürgerentscheid kann dadurch abgewendet werden, dass die BVV das Bürgerbegehren innerhalb von zwei Monaten in einer von den Vertrauensleuten gebilligten Form oder unverändert übernimmt.

### Bürgerentscheid
Ein Bürgerentscheid muss durchgeführt werden, wenn zuvor ein Bürgerbegehren im Bezirk erfolgreich abgeschlossen wurde, oder wenn die Bezirksverordnetenversammlung dies mit 2/3 seiner Stimmen beschließt (sogenanntes „Ratsbegehren“). Geht der Bürgerentscheid auf ein erfolgreiches Bürgerbegehren zurück, so muss er spätestens vier Monate nach dem Feststellen des Zustandekommens des Bürgerbegehrens durchgeführt werden. Abstimmungsberechtigt sind alle zur Bezirksverordnetenversammlung Wahlberechtigten, also alle Einwohner ab 16 Jahren mit der Staatsbürgerschaft eines EU-Mitgliedsstaates und Erstwohnsitz im Bezirk seit mindestens drei Monaten.
Ein Begehren ist im Bürgerentscheid angenommen, wenn eine Mehrheit der Abstimmenden dafür stimmt und diese mindestens zehn Prozent der Abstimmungsberechtigten Bürger ausmachen (sogenanntes „Zustimmungsquorum“). Erhält ein Begehren im Bürgerentscheid zwar eine Mehrheit der Ja-Stimmen erreicht aber nicht die vom Quorum vorgegebene Mindestzustimmung, so gilt es als nicht angenommen. In diesem Fall wird auch von einem sogenannten unechten Scheitern gesprochen. Bis Februar 2011 galt in Berlin als letztem deutschen Bundesland beim Bürgerentscheid ein Beteiligungsquorum von 15 %.
Die Bezirksverordnetenversammlung kann den Abstimmenden im Bürgerentscheid einen Alternativvorschlag vorlegen. Beide Vorlagen werden gleichzeitig (im selben Bürgerentscheid) abgestimmt, wobei zusätzlich noch eine Stichfrage gestellt wird. In dieser können die Bürger angeben, welche der beiden Vorlagen sie im Fall, dass beide im Entscheid angenommen werden, bevorzugen. Erhalten beide Vorschläge einer Mehrheit von Ja-Stimmen, ist derjenige Vorschlag angenommen, der mehr Stimmen in der Stichfrage erhalten hat.
Ein Bürgerentscheid hat die gleiche Rechtswirkung wie eine Entscheidung der Bezirksverordnetenversammlung, das heißt, erstens kann der Entscheid bei erstmaliger Beschlussfassung durch das Bezirksamt abgelehnt werden und zweitens besteht bei den meisten Anliegen die Möglichkeit, dass die Landesebene die Frage an sich zieht und sie damit der Zuständigkeit des Bezirks entzieht.

### Generelles zu den Instrumenten

#### Gegenstand, Zulässigkeit und Verbindlichkeit
Einwohneranträge und Bürgerbegehren können zu allen Fragen gestartet werden, zu denen auch die BVV nach den §§ 12 und 13 des Bezirksverwaltungsgesetzes Beschlüsse fassen kann. Jegliche Einwohneranträge und Bürgerbegehren die gegen das Grundgesetz der Bundesrepublik Deutschland oder die Verfassung des Landes Berlin verstoßen sind nicht zulässig. Im Gegensatz zu anderen Bundesländern (z. B. dem Saarland) können Bürgerbegehren nicht alleine deswegen unzulässig sein, weil sie finanzielle Auswirkungen haben.
Für die rechtliche Prüfung von Bürgerbegehren und Einwohneranträgen ist das jeweilige Bezirksamt zuständig. Zunächst erfolgt eine unverbindliche und im Wesentlichen formale Prüfung bei Anmeldung des Verfahrens. Erklärt das Bezirksamt das Verfahren für nicht zulässig, kann die Initiative gegen diese Entscheidung vor dem Landesverfassungsgerichts Klage einreichen.
Bürgerbegehren sind in Berlin zwar im Grundsatz bindend, haben zu Fragen des Bezirkshaushalts, der Verwendung von Sondermitteln sowie baurechtlichen Fragen allerdings nur eine empfehlende oder ersuchende – also unverbindliche – Wirkung. Aufgrund der Situation als Einheitsgemeinde ist es eine Besonderheit in Berlin, dass das Bezirksamt in vielen Fällen die Umsetzung einer Entscheidung der BVV ablehnen kann. Erst wenn diese einen Beschluss sachgleich ein zweites Mal fasst, ist das Bezirksamt zu dessen Umsetzung verpflichtet. Da Bürgerentscheide den Beschlüssen der BVV gleichgestellt werden, sind diese in der weit überwiegenden Zahl unverbindlich. Einige Bürgerentscheide könnten Verbindlichkeit erlangen, wenn sachgleich ein zweites erfolgreiches Bürgerbegehren – vergleichbar mit einem zweiten Beschluss der BVV – initiiert würde. Aufgrund der Verfahrenshürden ist dieser Fall in der Praxis aber noch nicht aufgetreten.

#### Verfahrensformalien
Für Bürgerbegehren müssen in Berlin drei Vertrauenspersonen benannt werden, bei Einwohneranträgen sind es „bis zu drei“, wobei hier die Bezeichnung „Kontaktperson“ verwendet wird. Die Vertrauens- oder Kontaktpersonen fungieren sowohl für das Bezirksamt als auch die Bürger als Ansprechpartner und sind berechtigt, verbindliche Erklärungen im Rahmen des direktdemokratischen Verfahrens abzugeben.
Zu jedem Bürgerbegehren muss eine Schätzung vorgelegt werden, welche Kosten durch eine Umsetzung des Anliegens mutmaßlich entstehen. Neben der Kostenschätzung der Initiative fertigt auch das Bezirksamt eine solche an.
Auf den Unterschriftslisten müssen die Trägerin des Verfahrens (die Initiative) sowie die Vertrauenspersonen namentlich genannt sein. Die Kostenschätzungen von Initiative und Bezirksamt müssen abgedruckt sowie die wesentlichen Anliegen des Verfahrens aufgeführt werden. In Berlin dürfen mehrere Personen auf einer Unterschriftsliste ihre Unterstützung bekunden. Die Unterschreibenden müssen in lesbarer Form ihren vollen Namen, die Adresse ihres Erstwohnsitzes, ihr Geburtsdatum sowie eine eigenhändige Unterschrift eintragen. Die Angaben müssen (mit Ausnahme der eigenhändigen Unterschrift) nicht zwingend vollständig, aber geeignet sein, den Unterschreibenden eindeutig zu identifizieren. Im Rahmen der gesetzlichen Vorgaben gestaltet die Initiative die Unterschriftslisten in eigener Verantwortung, diese müssen aber vor Beginn der Sammlung vom Bezirkswahlamt auf Zulässigkeit geprüft werden. Aus Gründen des Datenschutzes sind die Bezirksämter nach Beendigung eines Verfahrens verpflichtet, alle dort eingereichten Unterschriftslisten zu vernichten.
Bürgerbegehren und Einwohneranträge können in Berlin sowohl auf den Bürgerämtern als auch in sogenannter „Freier Sammlung“ auf der Straße durch Eintragung in Unterschriftslisten unterzeichnet werden. Eine Briefeintragung oder Online-Unterzeichnung ist hingegen nicht möglich. Gesammelt werden darf grundsätzlich überall im öffentlichen Raum – eine besondere Anmeldung von Unterschriftssammlungen ist nicht nötig.

#### Spendentransparenz
In Berlin muss seit einer am 1. Juli 2010 beschlossenen Änderung des Abstimmungsgesetzes die Trägerin einer Volksinitiative bzw. eines Volksbegehrens erhaltene Spenden ab einer Gesamthöhe von 5.000 Euro zusammen mit dem Namen des Spenders offenlegen. Damit soll sichergestellt werden, dass Bürger erkennen können, ob und welche finanzstarken Interessen eine Initiative unterstützen. Diese Regelung wurde erst 2010 in Berlin eingeführt, nachdem bei den beiden ersten Volksbegehren zum Flughafen Tempelhof als auch bei ProReli massive finanzielle Unterstützung aus interessierten Kreisen ruchbar wurden, ohne dass der Öffentlichkeit genauere Informationen über die einzelnen Spender oder die Höhe der Zuwendungen vorlagen. Zuvor galt in Berlin eine Offenlegungspflicht für Einzelspenden erst ab 50.000 Euro.

#### Verfahrenskosten
Bürgerbegehren und Einwohneranträge verursachen zunächst keine besonderen Mehrausgaben der öffentlichen Hand, da die hierfür in den Bezirksämtern anfallenden Arbeiten (Prüfung der Unterschriften) mit den vorhandenen personellen Ressourcen geleistet werden können. Die öffentlichen Kosten für die Durchführung eines Bürgerentscheid können ganz erheblich differieren. Wird die Abstimmung mit einer regulären Wahl zusammengelegt, entstehen Mehrkosten nur in relativ kleinem Umfang durch den zusätzlichen Zeitaufwand der Wahlhelfer. Findet der Entscheid ohne eine solche Kopplung statt, fallen alle Kosten an, die auch für die Durchführung einer Wahl aufzuwenden wären (briefliche Benachrichtigung, Aufwandsentschädigung für Abstimmungshelfer usw.).

## Die Berliner bezirkliche Direkte Demokratie in der Praxis (Auswahl)

### Coppi-Gymnasium in Lichtenberg
Der Bezirk Lichtenberg beschloss 2005 das musikalisch ausgerichtete Hans-und-Hilde-Coppi-Gymnasium mit dem Kant-Gymnasium zusammengelegt werden. Das naturwissenschaftlich/mathematisch ausgerichtete Forster-Oberstufengymnasium sollte stattdessen in die Räumlichkeiten des Coppi-Gymnasium umziehen. Das Bürgerbegehren wandte sich im Dezember 2005 gegen dieses Vorhaben und erhielt in der Folge etwa 11.000 Unterschriften. Da der Bezirk sich mit den Initiatoren nicht einigte, kam es parallel zur Abgeordnetenhauswahl am 17. September 2006 zum Bürgerentscheid.
Der Bürgerentscheid war damit nicht nur der erste in Berlin, sondern auch der erste, in dem die Bezirksverordnetenversammlung von ihrem Recht auf Vorlage eines konkurrierenden Abstimmungsvorschlags Gebrauch machte. Diese sah vor, dass auch nach einer Fusion von Coppi- und Kant-Schule, alle Unterrichtsangebote erhalten bleiben sollten.
Beim Bürgerentscheid wurde der Vorschlag der Initiative (Abstimmungsfrage A) mit 65,5 % Ja-Stimmen bei 34,5 % Nein-Stimmen angenommen. Der Vorlage des Bezirksverordnetenversammlung (Abstimmungsfrage B) erhielt zwar mit 68,5 % Ja-Stimmen bei nur 31,5 % Nein-Stimmen eine größere direkte Zustimmung, in der Stichfrage (Abstimmungsfrage C) sprachen sich allerdings 55,9 % für die Vorlage der Initiative und nur 44,1 % für die Vorlage der BVV aus. Insgesamt beteiligten sich 47,36 % der Abstimmungsberechtigten, wodurch das damals gültige 15 %-Beteiligungsquorum deutlich überschritten wurde.
Die Bezirksverordnetenversammlung setzte das Ergebnis des Bürgerentscheids in ihrem Beschluss vom 21. November 2006 um.

### Rudi-Dutschke-Straße in Friedrichshain-Kreuzberg

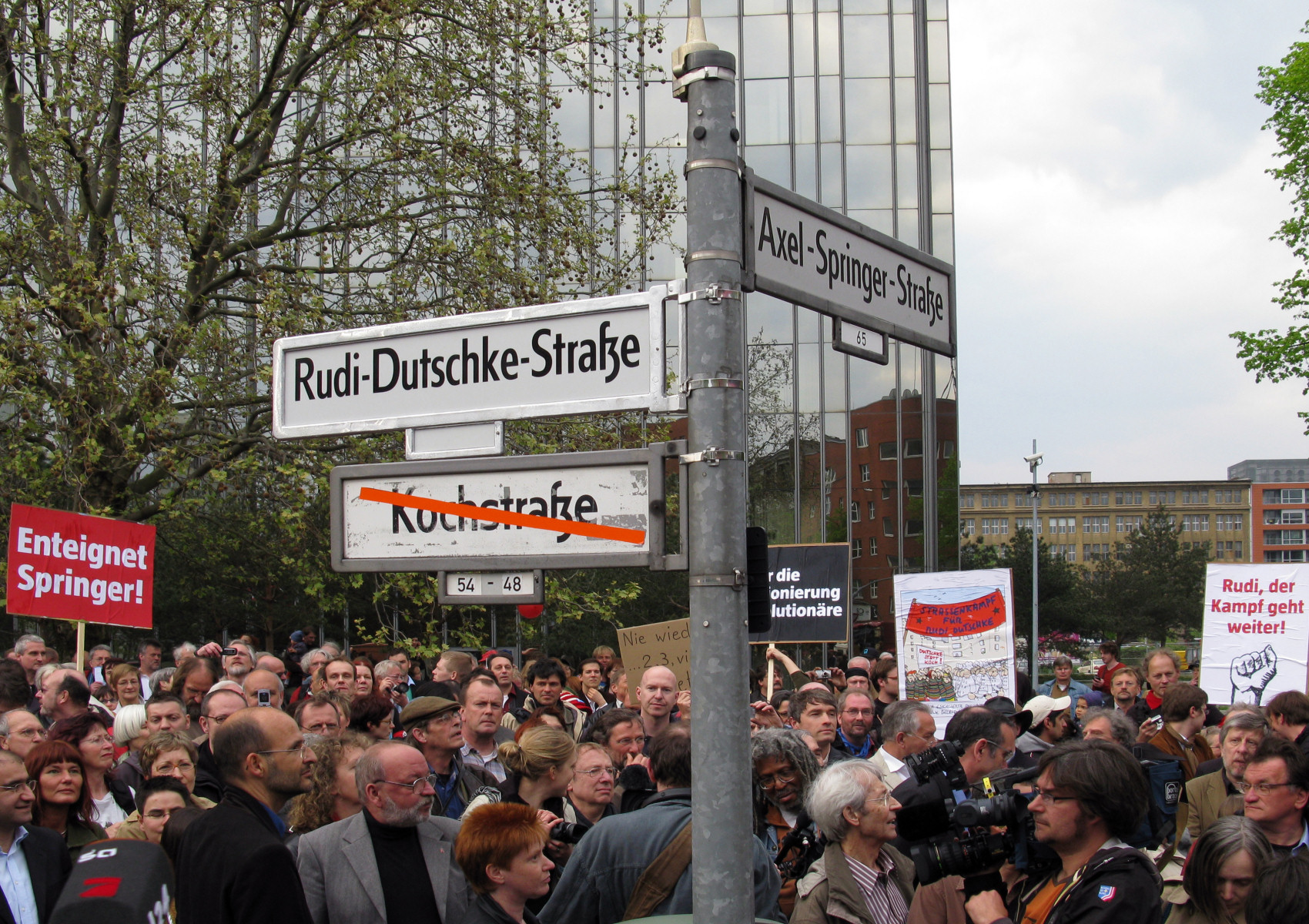
Öffentliche Feier zur Umbenennung der Kochstraße in Rudi-Dutschke-Straße, 30. April 2008

Einem Vorschlag der taz aus dem Jahr 2004 folgend, beschloss die Bezirksverordnetenversammlung in Friedrichshain-Kreuzberg nach langem öffentlichem Diskurs, dass Teile der Kochstraße im Ortsteil Kreuzberg nach Rudi Dutschke umbenannt werden sollten. Unterstützt von der CDU wandten sich einige Anwohner, darunter auch die Axel Springer AG, gegen dieses Vorhaben. Bei der Abstimmung am 21. Januar 2007 votierte aber schließlich eine deutliche Mehrheit von 57,1 % der Abstimmenden gegen das Anliegen der Initiative. Die Kochstraße wurde daraufhin am 30. April 2008 im Abschnitt zwischen Friedrichstraße und Oranienstraße in Rudi-Dutschke-Straße umbenannt.

### Halbinsel Groß-Glienicker See in Spandau
Im Oktober 2006 legte das Bezirksamt Spandau Pläne zur Bebauung der Halbinsel im Groß Glienicker See vor, auf der ein privater Investor ein „Anwendungszentrum für Sport und Gesundheit“ bauen wollte. Eine Bürgerinitiative wandte sich dagegen und forderte die Umwidmung der gesamten Halbinsel in ein Landschaftsschutzgebiet. Im folgenden Jahr sammelte die Initiative 15.614 Unterschriften, von denen schließlich 13.777 für gültig befunden wurden. Obwohl sich beim Bürgerentscheid am 27. Januar 2008 86,8 % der Abstimmenden für das Ansinnen der Initiative aussprachen, scheiterte das Bürgerbegehren letztlich am damals gültigen 15 %-Beteiligungsquorum, da sich nur 13,6 % der Abstimmungsberechtigten beteiligten. Das Bürgerbegehren zur Halbinsel war damit das erste in Berlin, das am Quorum scheiterte.
Angesichts des Widerspruchs von weit überwiegender Zustimmung und geringer Beteiligung, wurde im Anschluss über die Deutung des Abstimmungsergebnisses in der Öffentlichkeit debattiert. Im Zentrum stand die Frage, nach den Gründen des Scheiterns des Bürgerbegehrens. So wurde einerseits die These vertreten, eine Mehrheit der Spandauer Bürger sei gegen das Anliegen des Bürgerbegehrens und habe die Abstimmung mit dem strategischen Kalkül eines Scheiterns am Beteiligungsquorum boykottiert. Eine andere These ging davon aus, das Anliegen sei nur von örtlichem Interesse gewesen, was in räumlich so ausgedehnten Bezirken wie Spandau zwangsläufig problematisch wäre. Vor diesem Hintergrund müsse entweder über eine Senkung bzw. Abschaffung der bezirklichen Quoren nachgedacht oder die Einführung von Bürgerbegehren auf Stadtteilebene erwogen werden.

### Mediaspree in Friedrichshain-Kreuzberg

Logo der Bürgerinitiative „Mediaspree versenken“

In den 1990er Jahren begann eine Gruppe von privaten Investoren die Planung eines Gewerbegebietes („Mediaspree“) entlang der Spreeufer in Friedrichshain und Kreuzberg. Als für die breite Öffentlichkeit deutlich wurde, dass die geplanten umfangreichen Baumaßnahmen den freien Zugang zur Spree für viele Bürger abschneiden würde und darüber hinaus eine Vielzahl von alternativen Kulturprojekten, die sich dort angesiedelt hatten, von der Räumung bedroht wären, formierte sich mit der Initiative „Mediaspree versenken“ bürgerschaftlicher Widerstand gegen die Bebauungspläne. Die Initiative organisierte ein erfolgreiches Bürgerbegehren, dass unter anderem eine Begrenzung der Traufhöhe neuer Gebäude auf 22 Meter unter einen bebauungsfreien Uferstreifen von 50 Metern forderte. Für den anschließenden Bürgerentscheid machte die Bezirksverordnetenversammlung einen Gegenvorschlag, der im Wesentlichen eine Prüfung der bislang aufgestellten Bauplanungen beinhaltete. Bei einer Beteiligung von 19 % stimmten 86,7 % der Abstimmenden für die Vorlage der Bürgerinitiative. Da die BVV in dieser Frage nur eine Empfehlung aussprechen kann, ist der Bürgerentscheid allerdings unverbindlich. Der Bürgerentscheid war der erste in Berlin, bei dem eine BVV von ihrem Recht auf Vorlage eines Alternativvorschlags Gebrauch machte.
Da die Umsetzung des Bürgerentscheids zu mutmaßlichen Entschädigungszahlungen in dreistelliger Millionenhöhe führen würde, ist dieser Gegenstand intensiver Verhandlungen zwischen Initiatoren, Investoren und Vertretern von Bezirk und Land. Die Bezirksverordnetenversammlung von Friedrichshain-Kreuzberg sagte zwar zu, dass sie den Entscheid respektieren wolle, trotzdem ist das Ausmaß und die Form der Umsetzung des Entscheids nach wie vor ungewiss. Aufgrund des mit dem Bauvorhaben verbundenen hohen Investitionsvolumens drohte das Land Berlin bereits mehrfach damit, dass gesamte Bauverfahren der Kompetenz des Bezirks (und damit auch dem Bürgerentscheid) zu entziehen. Derzeit dauern die Verhandlungen noch an.

### Flughafen Tempelhof als Weltkulturerbe in Tempelhof-Schöneberg
Das Aktionsbündnis „be-4-tempelhof.de“ initiierte im Bezirk Tempelhof-Schöneberg das Bürgerbegehren „Das Denkmal Flughafen Tempelhof erhalten – als Weltkulturerbe schützen“. Das Bürgerbegehren enthielt das Ersuchen an das Bezirksamt, das dieses sich beim Landesdenkmalschutzamt um eine Ausweitung des bestehenden Denkmalschutzes auf Freiflächen und Roll- und Startbahnen einsetzt, der auch den aktiven Flugbetrieb einbezieht. Die Ernennung des Flughafens Tempelhof zum UNESCO-Welterbe soll intensiv betrieben werden. Weiterhin soll der Flächennutzungsplan von 1984 für das Gelände wieder in kraft gesetzt werden und eine Umnutzung oder flugbetriebsfremde Bebauung auch in Zukunft unterlassen werden.
Die Initiatoren konnten 10.417 Unterschriften sammeln, von denen 7.733 als gültig anerkannt wurden. Der Bürgerentscheid kam damit zustande und wurde am 7. Juni 2009 mit einer Abstimmungsbeteiligung von 37,9 % abgehalten. 65,2 % der Abstimmenden stimmten dem Bürgerbegehren zu. Der somit erfolgreiche Bürgerentscheid ist zwar dem Beschluss der Bezirksverordnetenversammlung gleichgestellt, hat aber – unter anderem weil keines der enthaltenen Anliegen in der Kompetenz des Bezirks liegt – nur unverbindliche Wirkung.
Das Aktionsbündnis startete noch im gleichen Jahr ein Volksbegehren mit ähnlichem Anliegen (siehe Volksbegehren Tempelhof als Weltkulturerbe).

## Tabellarische Übersicht
Nachfolgend eine tabellarische Übersicht aller in Berlin seit 2006 durchgeführten direktdemokratischen Verfahren in den Bezirken sortiert nach Verfahrenstyp.

| Kennung                                                            | Beginn der Sammlung | Anliegen                                           | Bezirk           | abgegebene Unterschriften | Ergebnis   |
| ------------------------------------------------------------------ | ------------------- | -------------------------------------------------- | ---------------- | ------------------------- | ---------- |
| EA01                                                               | Apr. 2010           | Für die Ausweisung eines neuen Hundeauslaufgebiets | Treptow-Köpenick | 2.823                     | angenommen |
| Farblegende: Einwohnerantrag angenommen, Einwohnerantrag abgelehnt |                     |                                                    |                  |                           |            |

| Kennung | Datum der Anmeldung                | Anliegen | Bezirk                     | abgegebene Unterschriften | gültige Unterschriften | weiterer Verlauf                           |
| --- | ---------------------------------- | --- | -------------------------- | ------------------------- | ---------------------- | ------------------------------------------ |
| BB01 | 20. Okt. 2005                      | Gegen Kürzungen bei der Jugendhilfe                                                                          | Spandau                    | 6.000 (Schätzwert)        | nicht geprüft          | nach Kompromiss mit Bezirksamt eingestellt |
| BB02 | 14. Nov. 2005                      | Für den Erhalt des Centre Bagatelle in öffentlicher Hand                                                     | Reinickendorf              | –                         | –                      | nach Kompromiss mit BVV eingestellt        |
| BB03 | 30. Dez. 2005                      | Für den eigenständigen Erhalt der Coppi-Schule                                                               | Lichtenberg                | 11.000 (Schätzwert)       | unbekannt              | Bürgerentscheid                            |
| BB03 | 27. Jan. 2006 (Ablehnungsbescheid) | Gegen Sanierungen am Wasserturmplatz (I)                                                                     | Pankow                     | –                         | –                      | Zulassung verweigert                       |
| BB04 | 8. März 2006                       | Sofortiger Stopp der Sanierungen am Wasserturmplatz                                                          | Pankow                     | 5.336                     | nicht geprüft          | zu wenig Unterschriften eingereicht        |
| BB05 | 27. März 2006                      | Gegen den Bau dreier Möbelhäuser auf dem ehemaligen Güterbahnhof Halensee                                    | Charlottenburg-Wilmersdorf | –                         | –                      | Unterschriftensammlung abgebrochen         |
| BB06 | 21. Apr. 2006                      | Gegen den Bau einer Moschee in Heinersdorf (I)                                                               | Pankow                     | –                         | –                      | Zulassung verweigert                       |
| BB07 | 26. Mai 2006                       | Keine Ausdehnung der Parkraumbewirtschaftung auf bestimmte Wohnviertel                                       | Charlottenburg-Wilmersdorf | 10.856                    | 7.297                  | bis Bürgerentscheid                        |
| BB08 | 6. Juni 2006                       | Für den Erhalt des Bethanien in öffentlicher Hand                                                            | Friedrichshain-Kreuzberg   | 13.545                    | 4.942                  | von BVV übernommen                         |
| BB09 | 27. Juni 2006                      | Beibehaltung der Tram-Linie M2 bis Heinersdorf                                                               | Pankow                     | unbekannt                 | –                      | Unterschriftensammlung abgebrochen         |
| BB10 | 5. Juli 2006 (Zulassungsbescheid)  | Gegen die Umbenennung von Teilen der Kochstraße in Rudi-Dutschke-Straße                                      | Friedrichshain-Kreuzberg   | 9.322                     | 5.500                  | Bürgerentscheid                            |
| BB11 | 22. Aug. 2006 (Ablehnungsbescheid) | Gegen den Bau einer Moschee in Heinersdorf (II)                                                              | Pankow                     | –                         | –                      | Zulassung verweigert                       |
| BB12 | 8. Mai 2006                        | Durchführung einer verbindlichen Bürgerbefragung vor Einführung der Parkraumbewirtschaftung                  | Charlottenburg-Wilmersdorf | unbekannt                 | –                      | Unterschriftensammlung abgebrochen         |
| BB13 | 16. Mai 2006                       | Für einen Erhalt des Sommerbads Poststadion an der Seydlitzstraße                                            | Mitte                      | 9.099                     | 5.665                  | zu wenig Unterschriften eingereicht        |
| BB14 | 23. Mai 2006                       | Für einen Bürgerhaushalt ab 2007 und weitere Verwaltungsreformen                                             | Marzahn-Hellersdorf        | –                         | –                      | Zulassung verweigert                       |
| BB15 | 7. Sep. 2006                       | Gegen eine Bebauung der Halbinsel im Groß Glienicker See und für eine Ausweisung als Landschaftsschutzgebiet | Spandau                    | 15.614                    | 13.777                 | bis Bürgerentscheid                        |
| BB16 | 10. Juli 2007 (Zulassungsbescheid) | Gegen den Weiterbetrieb der JVA in der Max-Brunnow-Straße                                                    | Lichtenberg                | unbekannt                 | –                      | von BVV übernommen                         |
| BB17 | 2. Okt. 2007 (Zulassungsbescheid)  | Gegen den umfangreichen Verkauf von Spreeuferflächen an die private Investorengruppe "MediaSpree"            | Friedrichshain-Kreuzberg   | 16.000 (Schätzwert)       | 5.500 (Schätzwert)     | bis Bürgerentscheid                        |
| BB18 | 7. Nov. 2007 (Sammlungsbeginn)     | Für den Erhalt sämtlicher Jugendhilfeeinrichtungen im Bezirk                                                 | Spandau                    | unbekannt                 | –                      | von BVV übernommen                         |
| BB19 | 2008                               | Für die Einführung eines kostenlosen Schul- und Kitaessens (A)                                               | Friedrichshain-Kreuzberg   | unbekannt                 | –                      | nach Kompromiss mit BVV eingestellt        |
| BB20 | 2008                               | Für die Einführung eines kostenlosen Schul- und Kitaessens B                                                 | Lichtenberg                | 3.000 (Schätzwert)        | –                      | Unterschriftensammlung abgebrochen         |
| BB21 | 2008                               | Für die Einführung eines kostenlosen Schul- und Kitaessens C                                                 | Marzahn-Hellersdorf        | unbekannt                 | –                      | Unterschriftensammlung abgebrochen         |
| BB22 | 8. Jan. 2008                       | Gegen eine weitere Ausweitung der Parkraumbewirtschaftung im Bezirk                                          | Mitte                      | 12.500                    | 7.200                  | bis Bürgerentscheid                        |
| BB23 | 25. Aug. 2008 (Sammlungsbeginn)    | Für den Erhalt und die Sanierung der Ringkolonnaden                                                          | Marzahn-Hellersdorf        | unbekannt                 | –                      | Unterschriftensammlung abgebrochen         |
| BB24 | 1. Okt. 2008 (Sammlungsbeginn)     | Für einen Erhalt und Denkmalschutz des Flughafens Tempelhof                                                  | Tempelhof-Schöneberg       | 10.417                    | 7.733                  | bis Bürgerentscheid                        |
| BB25 | 21. Nov. 2008 (Sammlungsbeginn)    | Für den Bau einer neuen Rathausbrücke nach historischem Vorbild                                              | Mitte                      | unbekannt                 | –                      | Unterschriftensammlung abgebrochen         |
| BB26 | Juni 2009 (Sammlungsbeginn)        | Für den Bau eines Kaufhauses an der Landsberger Allee                                                        | Lichtenberg                | 13.866                    | 9.500                  | bis Bürgerentscheid                        |
| BB27 | 6. Apr. 2010                       | Für den Erhalt der Sportanlage Birkenwäldchen                                                                | Treptow-Köpenick           | –                         | –                      | Zulassung verweigert; Gerichtsentscheid    |
| BB28 | 3. Mai 2010 (Sammlungsbeginn)      | Gegen die Zusammenlegung und teilweise Schließung von drei privaten Theaterbühnen am Kurfürstendamm          | Charlottenburg-Wilmersdorf | 9.300                     | 7.138                  | bis Bürgerentscheid                        |
| BB29 | 11. Mai 2010 (Sammlungsbeginn)     | Gegen eine Kooperationen des Bezirksamtes mit privaten Wohneigentümern die über dem Mietspiegel anbieten     | Lichtenberg                | unbekannt                 | –                      | Unterschriftensammlung abgebrochen         |
| BB30 | 3. Mai 2011                        | Gegen einen Umbau der Kastanienallee                                                                         | Pankow                     | 6000                      | –                      | an Unterschriftenhürde gescheitert         |
| Farblegende: Bürgerbegehren übernommen/Kompromiss erzielt, Bürgerbegehren erfolgreich, Bürgerbegehren gescheitert , Bürgerbegehren nicht zugelassen, Bürgerbegehren läuft noch |                                    | |                            |                           |                        |                                            |

| Kennung | Tag der Abstimmung | Anliegen                                                                                            | Bezirk                     | AB      | Ja(T)   | WE |
| --- | ------------------ | --------------------------------------------------------------------------------------------------- | -------------------------- | ------- | ------- | -- |
| BE01 | 17. Sep. 2006      | Für den eigenständigen Erhalt der Coppi-Schule                                                      | Lichtenberg                | 47,36 % | 65,5 %  | An |
| BE02 | 21. Jan. 2007      | Gegen die Umbenennung der Kochstraße in Rudi-Dutschke-Straße                                        | Friedrichshain-Kreuzberg   | 16,6 %  | 42,9 %  | Ab |
| BE03 | 23. Sep. 2007      | Gegen die Ausdehnung der Parkraum- bewirtschaftung auf bestimmte Wohnviertel                        | Charlottenburg-Wilmersdorf | 26,8 %  | 87 %    | An |
| BE04 | 27. Jan. 2008      | Gegen Bebauung der Halbinsel im Groß Glienicker See und für Ausweisung als LSG                      | Spandau                    | 13,6 %  | 86,8 %  | UG |
| BE05 | 13. Juli 2008      | Gegen den Verkauf von Spreeuferflächen an die Investorengruppe "MediaSpree"                         | Friedrichshain-Kreuzberg   | 19,1 %  | 86,8 %  | An |
| BE06 | 28. Sep. 2008      | Gegen eine weitere Ausweitung der Parkraumbewirtschaftung im Bezirk                                 | Mitte                      | 11,7 %  | 79,4 %  | UG |
| BE07 | 7. Juni 2009       | Für einen Erhalt und Denkmalschutz des Flughafens Tempelhof                                         | Tempelhof-Schöneberg       | 36,63 % | 67,76 % | An |
| BE08 | 21. März 2010      | Für den Bau eines Kaufhauses an der Landsberger Allee                                               | Lichtenberg                | 09,1 %  | 36,01 % | Ab |
| BE09 | 16. Jan. 2011      | Gegen die Zusammenlegung und teilweise Schließung von drei privaten Theaterbühnen am Kurfürstendamm | Charlottenburg-Wilmersdorf | 13,7 %  | 90,5 %  | UG |
| WE:Wahlergebnis; AB: Abstimmungsbeteiligung; Ja(T):Zustimmungsanteil der Wahlteilnehmer Farblegende: Begehren im Bürgerentscheid angenommen (An), Begehren im Bürgerentscheid unecht gescheitert (UG), Begehren im Bürgerentscheid abgelehnt (Ab) |                    | |                            |         |         |    |

### Gesetze und Verordnungen
1. ↑  § 45 des Bezirksverwaltungsgesetzes
2. ↑  § 45 Abs. 5 des Bezirksverwaltungsgesetzes
3. ↑  § 46 Abs. 1 Satz 1 des Bezirksverwaltungsgesetzes
4. ↑  §§ 46–47 des Bezirksverwaltungsgesetzes

- Abschnitt V (Art. 59 (2), 61, 62 und 63) der Landesverfassung von Berlin auf dem Landesportal von Berlin
- Abschnitt XI (Art. 100) der Landesverfassung von Berlin auf dem Landesportal von Berlin
- Bezirksverwaltungsgesetz (PDF) auf dem Landesportal von Berlin

### Amtliche Quellen
1. ↑  Andreas Schmidt von Puskás: Auszählung Bürgerentscheid in Lichtenberg. Endgültiges Ergebnis. In: statistik-berlin.de. Landeswahlleiter Berlin, Statistisches Landesamt Berlin, September 2006, S. 1, archiviert vom Original (nicht mehr online verfügbar) am 10. Oktober 2006; abgerufen am 5. März 2011.  Info: Der Archivlink wurde automatisch eingesetzt und noch nicht geprüft. Bitte prüfe Original- und Archivlink gemäß Anleitung und entferne dann diesen Hinweis.
2. ↑  Bürgerentscheid in Tempelhof-Schöneberg vom 7. Juni 2009 zum Thema „Das Denkmal Flughafen Tempelhof erhalten – als Weltkulturerbe schützen“. (PDF; 1,4 MB) Endgültiges Ergebnis. In: berlin.de. Wahlamt Bezirk Tempelhof-Schöneberg, 11. Juni 2009, S. 17, ehemals im Original (nicht mehr online verfügbar); abgerufen am 5. März 2011. (Seite nicht mehr abrufbar. Suche in Webarchiven)  Info: Der Link wurde automatisch als defekt markiert. Bitte prüfe den Link gemäß Anleitung und entferne dann diesen Hinweis.